# 霍伯曼球

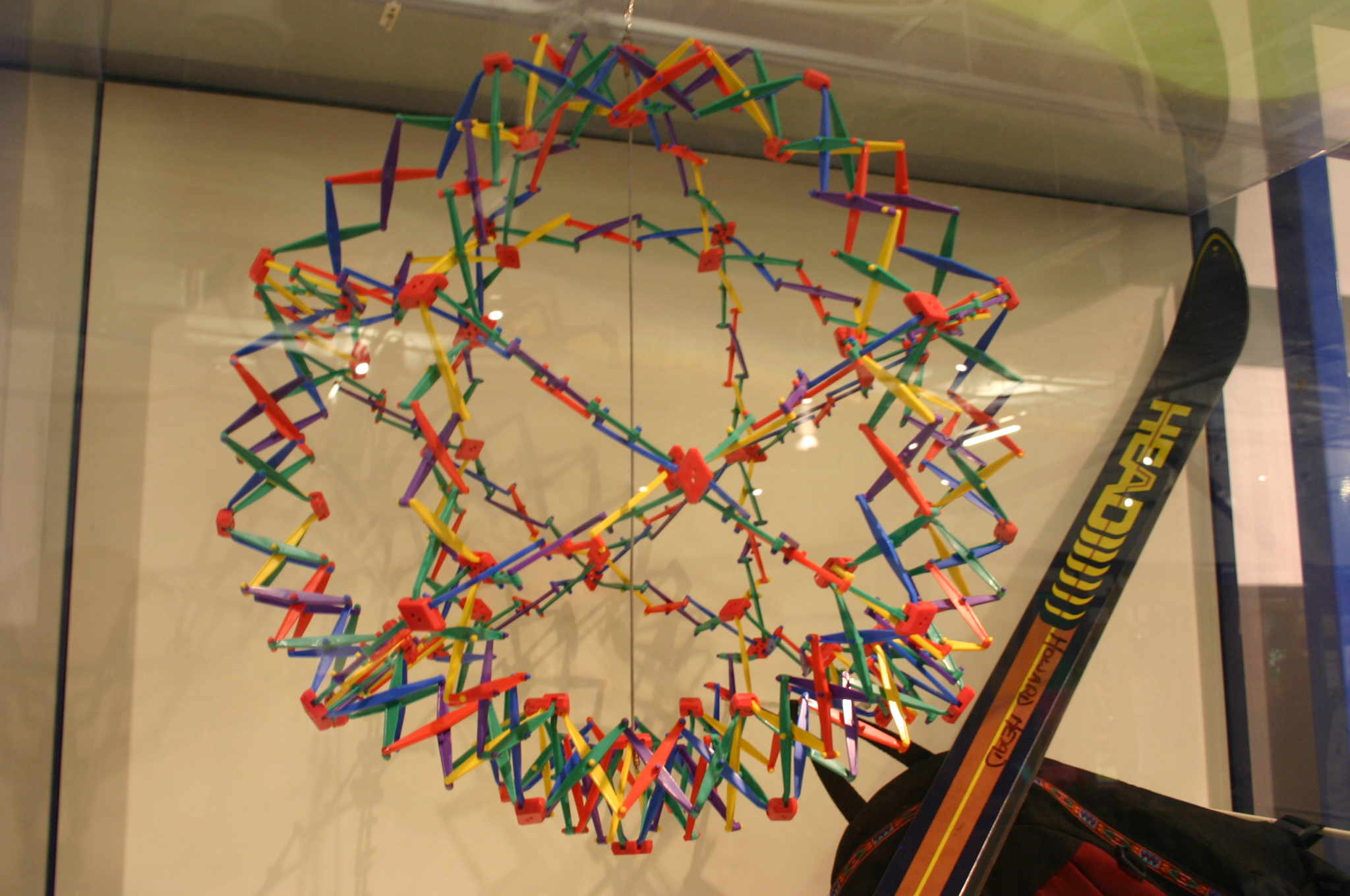
美國國家歷史博物館的霍伯曼球

霍伯曼球（英語：Hoberman sphere）是多面體構成的球體，並含有剪刀狀的接合點，可摺疊也可展開。